# República Soviética Socialista de Besarabia
La República Soviética Socialista de Besarabia (en ruso: Бессарабская Советская Социалистическая Республика, romanizado: Besarábskaya Sovétskaya Sotsialistícheskaya Respúblika), abreviada como RSS de Besarabia (en ruso: Бессарабская ССР, romanizado: Besarábskaya SSR), fue un gobierno formado por los bolcheviques como parte de sus planes para establecer el control de Besarabia, que se unió a Rumania en el curso de los acontecimientos después de la Revolución rusa de 1917. Fue proclamada el 11 de mayo de 1919 con capital en Odesa y luego fue absorbida por la RSFS de Rusia. 
Con la intervención de las fuerzas de  Francia en la guerra polaco-soviética el 2 de agosto de 1919 el gobierno se trasladó a Tiráspol, por lo cual esa fue su nueva capital.
La RSSB se proclamó el 5 de mayo de 1919 en Odesa como «Gobierno provisional de trabajadores y campesinos, en el exilio» y se estableció el 11 de mayo de 1919 en Tiráspol como una parte autónoma de la República Soviética Rusa. Ni Odesa ni Tiráspol formaban parte de la Besarabia histórica. Incluía territorios de la uyezd de Tiráspol de la gobernación de Jersón y las uyeds de Balta y Olgopol de la gobernación de Podolia. El autoproclamado gobierno de la República Socialista Soviética de Besarabia nunca logró el control de parte alguna de Besarabia, por lo que el 9 de abril de 1918 fue unida a Rumania.
La anexión de Besarabia a Rumania no fue reconocido por las autoridades soviéticas y la proclamación de esta república, fue una medida política destinada a preparar una futura invasión por el Ejército Rojo en 1940.
La república fue desmantelada en septiembre de 1919. 
La ciudad de Odesa fue definitivamente tomada por el Ejército Rojo el 8 de febrero de 1920, provocando una caótica evacuación del Ejército de Voluntarios.